# Bernex (Haute-Savoie)
Bernex ist eine französische Gemeinde im Département Haute-Savoie in der Region Auvergne-Rhône-Alpes.

## Geographie
Bernex liegt auf 948 m, 15 Kilometer östlich der Stadt Thonon-les-Bains (Luftlinie). Das Dorf erstreckt sich im Chablais, im Hochtal der Ugine, das den östlichen Abschluss des Pays de Gavot bildet, in den nördlichen Savoyer Alpen.
Die Fläche des 22,31 km² großen Gemeindegebiets umfasst einen Abschnitt der nördlichen Chablais-Alpen. Das stark reliefierte Gemeindeareal nimmt einen Großteil des Einzugsgebietes der Ugine ein, die in die Dranse d’Abondance mündet. Im Bereich von Bernex ist der flache Talboden rund 700 m breit. Das Hochtal wird umrahmt von Mont Bénand (1284 m) und Mont César (1574 m) im Norden, Pic Boré (1974 m) und Dent d’Oche (mit 2222 m die höchste Erhebung von Bernex) im Osten sowie von dem Berggrat mit der Tête des Trêches (1420 m) und Mont Baron (1578 m) im Süden. Ganz im Osten gehören auch die Alpweiden bei den Chalets d’Oche und die zwei Bergseen Lac de la Case zu Bernex.

### Gemeindegliederung
Zu Bernex gehören neben dem ursprünglichen Dorfzentrum verschiedene Weiler- und Hotelsiedlungen, nämlich von Westen nach Osten:
- Chez les Racles (890 m)
- Chez Maçon (918 m)
- Trossy (966 m), im Tal der Ugine
- Chez Buttay (1020 m) am Südhang des Mont Bénand
- Bénand (1115 m) am Südhang des Mont Bénand
- Creusaz (1120 m) zwischen Mont Bénand und Mont César

Nachbargemeinden von Bernex sind Lugrin und Thollon-les-Mémises im Norden, Novel im Osten, Vacheresse und Chevenoz im Süden sowie Vinzier und Saint-Paul-en-Chablais im Westen.

## Geschichte
Als sich Frankreich im Zweiten Weltkrieg unter deutscher Besatzung befand, setzten Deutsche am 17. Dezember 1943 Bauernhöfe und Ställe in der Umgebung von Bernex in Brand, um sich für die Aktionen der Résistance zu rächen.

## Sehenswürdigkeiten
Die Dorfkirche Saint-Ours wurde um 1850 erbaut. Erwähnenswert ist auch die Grotte de Notre-Dame-de-Lourdes, die sich bei Maupas befindet.

## Bevölkerung
| Jahr                       | 1962 | 1968 | 1975 | 1982 | 1990 | 1999 |
| Einwohner                  | 711  | 613  | 618  | 638  | 737  | 854  |
| Quellen: Cassini und INSEE |      |      |      |      |      |      |

Mit 1450 Einwohnern (Stand 1. Januar 2022) gehört Bernex zu den kleinen Gemeinden des Département Haute-Savoie. In den letzten Jahrzehnten wurde ein kontinuierliches Wachstum der Einwohnerzahl verzeichnet. Außerhalb des alten Dorfkerns entstanden zahlreiche Einfamilienhäuser sowie Ferienwohnungen.

## Wirtschaft und Infrastruktur
Bernex war bis weit ins 20. Jahrhundert hinein ein vorwiegend durch die Landwirtschaft geprägtes Dorf. Mittlerweile hat sich das Dorf zu einer Sommer- und Wintersportstation mit verschiedenen touristischen Einrichtungen entwickelt. Die Hänge südlich von Bernex sind durch mehrere Bergbahnen und Skiliftanlagen erschlossen.
Die Ortschaft liegt abseits der größeren Durchgangsstraßen. Die Zufahrt erfolgt über eine Verbindungsstraße von Évian-les-Bains oder aus dem Tal der Dranse.